# Владимир Крстић
Владимир Крстић — „Лаци“ (Ниш, 21. фебруар 1959) српски је стрипар, сликар и илустратор.
Најпознатија дела у 1980-им су му серијали „Били Луталица“, „Велики Блек“ и „Нинџа“, а од 2006. ради стрипове за највеће француске издаваче по сценаријима Силвана Кордурија, од којих је најпознатији серијал о Шерлоку Холмсу. На француском тржишту се потписује само као „Laci“.
Као илустратор сарађује са више издавачких кућа, укључујући и „Креативни центар“. Дугогодишњи је уметнички директор књижевног магазина Градина. Живи и ради у Нишу.

## Критичка рецепција

### Billy Wanderer
- „ опасно је уздрмао класичну етичку схему вестерна у стрипу, па се и његов трапав, гротескни лик поима као оригинални прилог двојице Нишлија процесу не само демитизације, већ и надолазеће тоталне атрофије жанра.“ — Бранислав Милтојевић, Антологија нишког стрипа, 2004.
- „Традиционална склоност југословенског стрипа ка жанру вестерна, у Билију Луталици се, потпуно неочекивано, пројавила у облику неке врсте зацрњеног, масног, знојавог али врло људског 'антивестерна'. (...) Данас видимо да је Били Луталица један од најбољих домаћих вестерна икада, драгуљ свога жанра.“ — Зоран Стефановић, у: Тамбурић-Зупан-Стефановић, Стрипови које смо волели, 2011.

## Изабрана стрипографија
- „“, сценарио Миодраг Крстић

1. YU стрип магазин, Дечје новине, Србија, 1984-1985.

- „“, сценарио Силван Кордури (Sylvain Cordurié)

1. , „“, Француска, 2008.

- „“, сценарио Силван Кордури

1. , „“, Француска, 2010.
2. , —||—, 2010.

- „“, сценарио Силван Кордури

1. , „“, Француска, 2011.

- „“, сценарио Силван Кордури

1. , „“, Француска, 2011.